# ほるホル丼
ほるホル丼（ほるホルどん）は福岡県飯塚市のご当地グルメ。飯塚市の「飯塚伝説ホルモン促進会」が2013年に開発したホルモン料理である。
飯塚市はかつては石炭発掘で繁栄していた。そこから「石炭を掘る」「ホルモンを掘る」をイメージコンセプトとし、丼の底には黒米、その上に白米を盛り、飯の中心に煮込んだホルモンを詰めた丼料理。

## 歴史
飯塚市のホルモン料理をPRする「飯塚伝説ホルモン促進会」は2011年にホルモンチャーハンを開発した。
続いて、2013年に促進会が開発したホルモン料理がほるホル丼である。なお、促進会は2018年には第3弾としてビビンバであるほるンバを発表している。
また、ホルモンチャーハン、ほるホル丼、ほるンバを総称してほるホルめしと呼称している。

## PRソング
脱力系バンドホル・モッツがPRソング「HOLD ON‐あきらめるな‐」を歌う。
ホル・モッツのメンバーは、介護士（ボーカル兼ベース）と会社員2人の計3人だがボーカル以外は楽器が弾けないので、箒、塵取りでエアギタープレイを行う。ステージ衣装はつなぎとヘルメット、防塵マスクで現代の炭鉱労働者を表現する。
「HOLD ON‐あきらめるな‐」の歌詞には「ホル丼」の言葉は含まれていないが、連呼する「HOLD ON」が次第に「ホル丼」に聞こえてくる。

## バリエーション
ヘルシーホル丼
野菜が多めのほるホル丼。